# Lesław Ludwig
Lesław R. Ludwig (ur. w 1951 w Płocku) – polski tłumacz literatury anglojęzycznej.

## Ważniejsze przekłady
- Charles Bukowski „Kobiety”, „Na południe od nigdzie”
- Norman Mailer „Jeleni park”
- Henry Miller „Sexus”, „Zwrotnik Raka”
- Salvador Dali „Ukryte twarze”